# Bernie Moreno
Bernardo Moreno (Bogotá, Cundinamarca, Colombia; 14 de febrero de 1967) es un empresario colombo-estadounidense, actual senador de los Estados Unidos por Ohio. Miembro del Partido Republicano, resultó electo en las elecciones al Senado de los Estados Unidos de 2024 en Ohio, donde desafió y derrotó al senador demócrata Sherrod Brown.

## Primeros años de vida
Moreno nació en la capital colombiana. Su padre, Bernardo Moreno Mejía (1928-2013), era médico y ocupó altos cargos en el gobierno colombiano. Cuando Moreno tenía cinco años, su familia se mudó a Fort Lauderdale, Florida, Estados Unidos, donde su padre se convirtió en asistente quirúrgico, luego Director Médico del Holy Cross Hospital y su madre en agente de bienes raíces. Cuando Moreno tenía 18 años, se convirtió oficialmente en ciudadano estadounidense. Asistió a la Universidad de Míchigan antes de aceptar un trabajo en General Motors, después de lo cual se mudó a Boston para convertirse en gerente general de un concesionario Saturn.
Moreno es el presidente de Collection Auto Group, una empresa concesionaria de automóviles. Se mudó a Ohio en 2005 y compró su primer concesionario de automóviles, un concesionario Mercedes-Benz en North Olmsted. En 2019, comenzó a vender varios de sus concesionarios para centrarse en su nueva empresa de tecnología basada en cadena de bloques, Ownum.
Moreno fue nombrado miembro del consejo directivo de The MetroHealth System en octubre de 2019. Mientras era administrador, enfrentó críticas en marzo de 2020 por cuestionar las medidas de salud pública durante la pandemia de COVID-19.

## Elecciones
En abril de 2021, Moreno entró en la carrera por la nominación republicana al Senado de los Estados Unidos para reemplazar al titular saliente Rob Portman. El 3 de febrero de 2022, Moreno abandonó la carrera después de, según informes, reunirse con el expresidente Donald Trump.
El 10 de abril de 2023, Moreno presentó la documentación para postularse para el escaño de Clase I de Ohio en el Senado de los Estados Unidos para las elecciones de 2024. Moreno recibió el respaldo de Donald Trump en diciembre de 2023. Moreno ganó las primarias republicanas el 19 de marzo de 2024 derrotando a Matt Dolan, quien terminó segundo.

## Posiciones políticas
Moreno se define como un populista de derecha. Con una imagen de outsider, Moreno ha expresado posiciones sobre los gigantes tecnológicos, como romper los monopolios a través de leyes antimonopolio y «poner fin al wokeness».
Moreno se opone al aborto, describiéndose como «provida absoluto. Sin excepciones». Sin embargo, Moreno también ha expresado su apoyo a las excepciones por violación, incesto y cuando la vida de la madre esté en peligro. Apoya una prohibición federal de los abortos desde las 15 semanas. Moreno se ha opuesto a la financiación federal de Planned Parenthood, pero, sin embargo, ha argumentado a favor de aumentar el acceso a la anticoncepción.
Antes de su campaña al Senado, expresó su apoyo a los derechos LGBTQ+, y su empresa patrocinó la organización de los Juegos Gay 2014 en Cleveland y Akron. En una entrevista de 2016, Moreno dio crédito a la serie de televisión Modern Family por haber cambiado sus percepciones sobre el matrimonio homosexual, y señaló que su hijo mayor era gay. Sin embargo, durante su candidatura al Senado en 2024, afirmó que los activistas de derechos LGBT estaban impulsando una agenda «radical» de «adoctrinamiento».
En materia de inmigración, Moreno ha expresado su apoyo a la construcción de un muro en la frontera sur de Estados Unidos, el despliegue de personal militar en la frontera y la designación de los cárteles mexicanos como Organizaciones Terroristas Extranjeras (OTE). Moreno también ha pedido repetidamente el fin de la ciudadanía por nacimiento.
En política exterior, Moreno ha pedido el fin del apoyo de Estados Unidos a Ucrania en la actual guerra ruso-ucraniana. Ha expresado su apoyo a Israel y ha dicho que Israel necesita «acabar con Hamás, acabar con él como acabamos con ISIS». Después de la Operación Inundación de Al-Aqsa, argumentó que Israel no necesita ningún financiamiento adicional de Estados Unidos.
Moreno describió anteriormente a Donald Trump como un «lunático invadiendo [el Partido Republicano]» y dijo que no podía apoyar a un Partido Republicano liderado por «ese maníaco», y durante una entrevista de radio de 2019 dijo, «no hay ningún escenario en el que yo apoyaría a Trump». Más tarde, sin embargo, Moreno se convirtió en un «partidario» de Donald Trump y ha dicho «llevo con honor mi respaldo del presidente Trump».
En 2023, Moreno dijo que se deberían pagar reparaciones a los descendientes de los soldados blancos de la Guerra de Secesión que ayudaron a liberar a esclavos.

## Vida personal
Moreno está casado con Bridget Moreno y tiene cuatro hijos adultos. Vive en Westlake, Ohio.
Su hermano, Luis Alberto Moreno, es exembajador de Colombia en Estados Unidos.
Y su otro hermano,  Roberto Moreno, presidente de Amarilo, reconocida empresa de construcción de vivienda en Colombia.